# Inverno vulcânico
Um inverno vulcânico é a redução na temperatura causada pelas cinzas vulcânicas e gotículas de ácido sulfúrico obscurecendo o sol, usualmente após uma erupção vulcânica. Efeitos de esfriamento de longo prazo são primariamente dependentes da ejeção de compostos de sulfetos em forma de aerossóis na atmosfera superior — a estratosfera — o mais elevado, menos ativo que níveis da mais baixa atmosfera, onde ocorre pouca precipitação, requerendo um tempo longo para lavar os aerossóis para fora da região.

## Antigos casos de invernos vulcânicos
Um suposto inverno vulcânico aconteceu em torno de 71,000–73,000 anos atrás durante a supererupção do Lago Toba na Ilha de Sumatra na Indonésia. Nos seis anos seguintes houve a mais alta quantidade de enxofre vulcânico depositado nos últimos 110 mil anos, possivelmente causando significativo deflorestamento no Sudeste da Ásia e o esfriamento das temperaturas globais de 1 °C. Alguns cientistas lançaram a hipótese que a erupção causou um imediato retorno ao regime climático da "Era do Gelo" por aceleração de uma glaciação continental, desse modo causando redução populacional massiva entre animais e seres humanos sobre a Terra. Outros discutem que os efeitos climáticos da erupção foram demasiado fracos e breves para impactar populações humanas antigas ao grau proposto.
Isto, combinado com o fato que muitas diferenciações humanas abruptamente ocorreram no mesmo período, é um provável caso de gargalo populacional associado aos invernos vulcânicos (veja teoria da catástrofe de Toba). Na média, super-erupções com massas eruptivas totais próximas de 1015 kg (massa eruptiva de Toba=6.9*1015 kg) ocorrem a cada 1 milhão de anos.

## Recentes casos de invernos vulcânicos

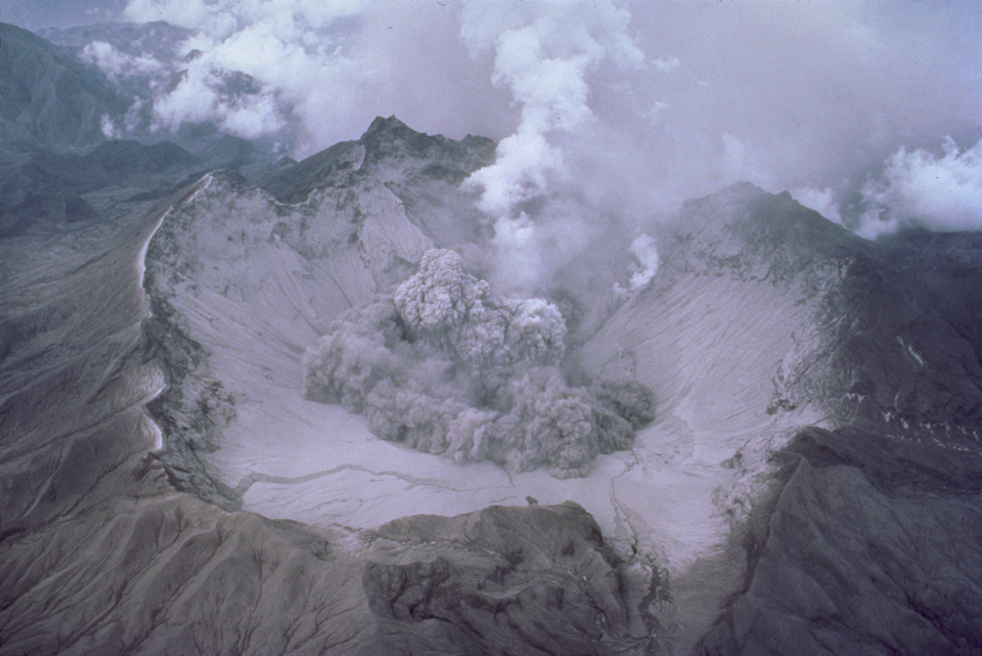
Pinatubo early eruption 1991

As escalas de recentes invernos são muito modestas mas seus efeitos podem ser significativos. Um artigo escrito por Benjamin Franklin em 1783 responsabilizou pelo anormalmente frio verão de 1783 cinzas vulcânicas da Islândia, onde a erupção do vulcão Laki tinha produzido enormes quantidades de dióxido de enxofre, resultando na morte de muito gado e uma catastrófica fome a qual matou um quarto da população. Temperaturas no hemisfério norte cairam em aproximadamente 1 °C no ano seguinte a erupção do Laki.
A erupção de 1815 do Monte Tambora, um estratovulcão na Indonésia, ocasionou "veranicos" no estado de New York e neve em junho em New England no que veio a ser conhecido como o "Ano Sem Verão" de 1816.
Em 1883, as explosões do Krakatoa (Krakatau) também criaram condições para um inverno vulcânico. Os quatro anos seguintes a explosão foram estranhamente mais frios, e no verão de 1888 nevou pela primeira vez no local. Nevadas recordes foram registradas no mundo.
Mais recentemente, em 1991 a explosão do Monte Pinatubo, outro estratovulcão, nas Filipinas esfriou as temperaturas globais por cerca de 2 a 3 anos, interrompendo a tendência de aquecimento global que mostrava-se evidente desde cerca de 1970.

## Efeitos sobre a vida
As causas do "fenômeno gargalo", i.e., uma marcante decréscimo na população de espécies imediatamente seguido por um período de grande divergência genética (diferenciação) among survivors — pode ser atribuida a invernos vulcânicos. De acordo com o antropólogo Stanley Ambrose, tais eventos diminuem o tamanho da população a "nível baixo o suficiente para mudanças evolucionárias, as quais ocorrem muito mais rápido em pequenas populações, e produz rápida diferenciação populacional."

## Leituras adicionais
- MR Rampino, S Self & RB Stothers (1988). «Volcanic winters». Annual Review of Earth and Planetary Science. 16: 73-99. doi:10.1146/annurev.ea.16.050188.000445
- C. Oppenheimer, 2002, Limited global change due to the largest known Quaternary eruption, Toba ~~ 74 Kyr BP, Quaternary Science Reviews, 21, 1593-1609.